# Vanlife
Vanlife, eller att bo i en skåpbil, är en alternativ livsstil där en person lever i en van, skåpbil , bil eller annat fordon på hel- eller deltid. De som lever heltid på detta sätt kallas för vanlifers En del väljer denna livsstil för att uppnå större frihet och mobilitet, medan andra ser det som ett sätt att minska levnadskostnaderna eller undvika bostadsbrist. Andra kan befinna sig i en situation där vanlife är ett steg bort från hemlöshet.
Under slutet av 2010-talet blev en romantiserad version av vanlife populär genom sociala medier och hashtagen #vanlife, vilket fick stort genomslag under COVID-19-pandemin.
Varje år hålls en stor vanlifeträff i skandinavien, Burning Van, den har de senaste åren hållts i Dals Ed.

## Livsstil
Vanlife kan erbjuda stor frihet och lägre levnadskostnader jämfört med traditionellt boende. Många som lever i fordon kombinerar detta med distansarbete eller säsongsjobb. Andra har en mer stationär livsstil och arbetar eller studerar medan de bor i sina fordon.
Eftersom vanlife innebär begränsat utrymme och resurser kan det finnas utmaningar som att hitta tillgång till duschar och tvättmöjligheter.

### #vanlife på sociala medier

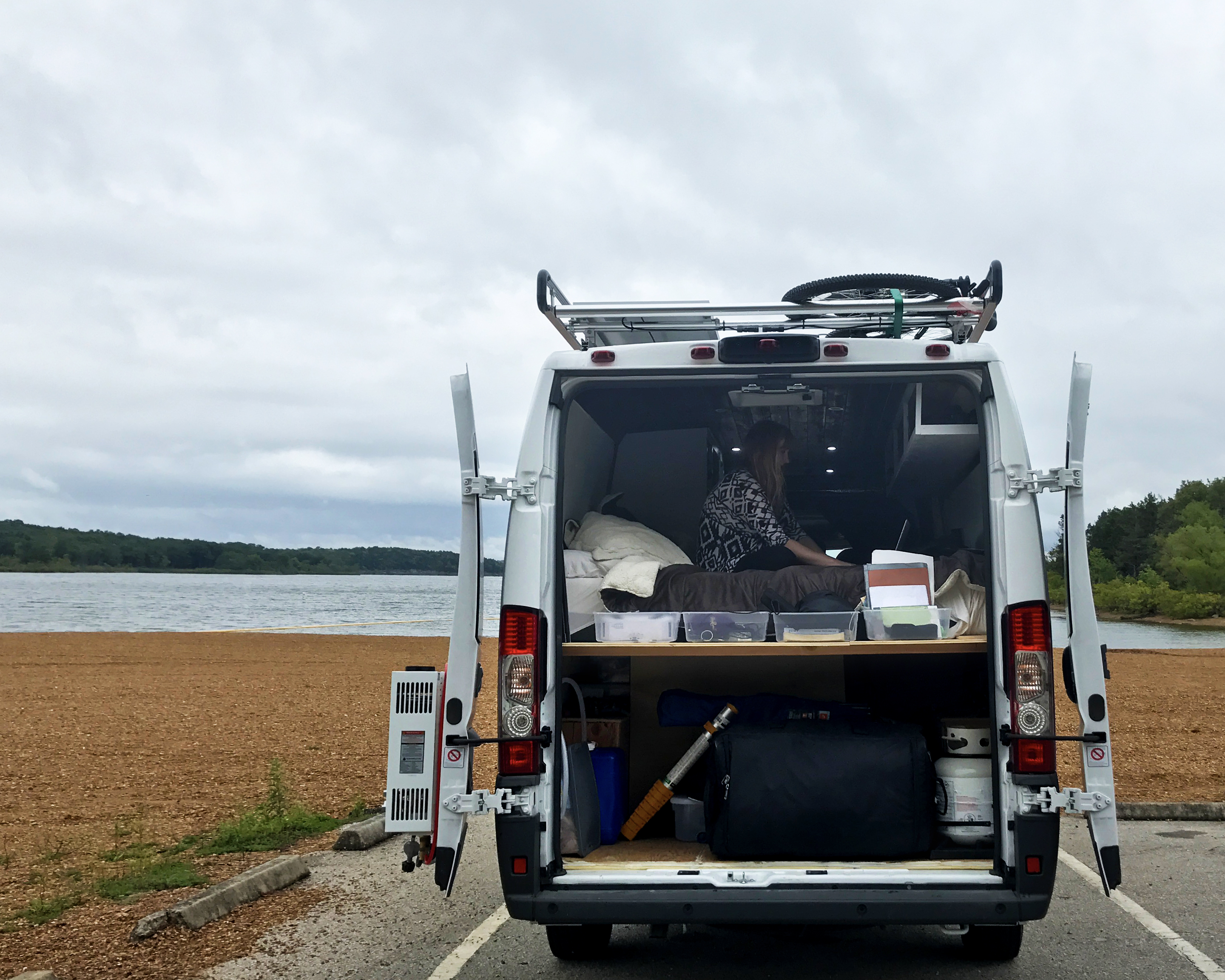
En skåpbil konverterad till campervan.

Sociala medier, särskilt Instagram och YouTube, har spelat en stor roll i populariseringen av vanlife. Den idealiserade bilden av ett enkelt och fritt liv på vägarna har attraherat många till att prova denna livsstil.
Hashtagen #vanlife populariserades först 2011 av fotografen Foster Huntington och har sedan dess blivit en global rörelse. Dock har många påpekat att den glansiga bilden på sociala medier ofta inte speglar verkligheten, som kan innebära praktiska och ekonomiska utmaningar.

## Campervans
Ombyggda vans/skåpbilar kan variera kraftigt i utformning och utrustning. En enkel ombyggnad kan bestå av några personliga tillhörigheter i bagageutrymmet, såsom en sovsäck eller en hopfällbar säng, tillsammans med några klädesplagg, och endast använda fordonets batteri för strömförsörjning. I andra änden av skalan finns skåpbilar som fungerar som små lägenheter på hjul, med avancerade elsystem, kök och vattensystem.  
1. ↑  S. V. T. Nyheter (14 september 2024). ”Profilerna Isabel och Carl Waite om vanlife-trenden: ”Är här för att stanna””. SVT Nyheter. https://www.svt.se/nyheter/lokalt/jonkoping/profilerna-isabel-och-carl-waite-om-vanlife-trenden-ar-har-for-att-stanna. Läst 9 februari 2025.
2. ↑  ”Burning Van Sverige”. Burning Van Sverige. https://www.vanlifesverige.se/artiklar/finansiera-ditt-vanlife. Läst 9 februari 2025.
3. ↑  ”Så finansierar du ditt vanlife”. Vanlife Sverige. https://www.vanlifesverige.se/artiklar/finansiera-ditt-vanlife. Läst 9 februari 2025.